# Gösta Lindroth
Knut Gösta Lindroth, född 31 maj 1899 i Stockholm, död 6 januari 1973 i Stockholm, var en svensk målare, tecknare och teckningslärare verksam i Arvika.
Han var son till fabrikören Carl Erik Lindroth och Ester Jonsson samt från 1929 gift med Maja Schröder och far till Björn Lindroth. 
Lindroth studerade 1916–1921 vid Althins målarskola, Tekniska aftonskolan och Högre konstindustriella skolan. Han tilldelades ett resestipendium till Danmark, Tyskland och Italien 1921. Han medverkade i samlingsutställningar i Arvika 1928, 1930 och 1933, med Värmlands konstförening 1934–1940 och med Sveriges allmänna konstförening 1941.
Bland hans offentliga arbeten märks en väggmålning i Arvika varmbadhus 1929. 
Hans konst består av stilleben, porträtt, landskap och figurmålningar i olja, akvarell, pastell och gouache samt bokomslag, affischer och illustrationer.
Lindroth är representerad i Kungliga biblioteket med några affischer. Han är begravd på Sandsborgskyrkogården i Stockholm.